# Phytomyza nigrita
Phytomyza nigrita este o specie de muște din genul Phytomyza, familia Agromyzidae, descrisă de Spencer în anul 1960.
Este endemică în Spania. Conform Catalogue of Life specia Phytomyza nigrita nu are subspecii cunoscute.